# Faculté des Sciences Sociales de l'université de Liège
La faculté des Sciences Sociales de l'université de Liège est l'une des facultés de l'université de Liège située à Liège en Belgique. Ses domaines d'enseignement et de recherche principaux sont la sociologie, l'anthropologie, les sciences de la population et du développement, les sciences du travail et la gestion des ressources humaines. .
L'actuel doyen de la faculté est le Professeur Frédéric Schoenaers.

## Historique
À la suite de l'intégration des départements d'économie et de gestion et de l'école d'administration des affaires de l'ancienne faculté d'économie, gestion et sciences sociales (EGSS) dans la nouvelle entité HEC-École de gestion de l'Université de Liège en 2005, l'ancien département des sciences sociales devient : L'institut des Sciences Humaines et Sociales (ISHS).
Depuis le 16 septembre 2015, le conseil d'administration de l'ULiège lui accorde le titre de faculté et devient la Faculté des Sciences Sociales (FaSS).